# Asteroporpa hadracantha
Asteroporpa hadracantha is een slangster uit de familie Gorgonocephalidae.
De wetenschappelijke naam van de soort werd in 1911 gepubliceerd door Hubert Lyman Clark.